# Faust II
 For alternative betydninger, se Faust (flertydig). (Se også artikler, som begynder med Faust)
Faust. Der Tragödie zweiter Teil in fünf Akten (på dansk "Faust. Tragediens anden del i fem akter") er fortsættelsen af Faust I , Goethe fuldendte i 1831 og blev offentliggjort i 1832, efter hans død.Tragedien består af fem akter, der hver har deres egen afsluttet indhold. Faust optræder som politiker, kunstner og rejser gennem tiderne, hvor han bl.a. møder Helena, han gifter sig med og får barnet Euphorion. Hovedtemaerne er magt, kultur, længsel, skyld og tilgivelse.